# オスロ・スペクトラム
座標: 北緯59度54分44.838秒 東経10度45分8.7048秒 / 北緯59.91245500度 東経10.752418000度
オスロ・スペクトラム（Oslo Spektrum）はノルウェー・オスロにある多目的アリーナ。開場は1990年。
ノーベル平和賞コンサートや、メロディー・グランプリ決勝、ノルウェー・ミュージック・アウォーズも行われ、またディズニー・オン・アイスなどのスポーツイベントや見本市、1996年のユーロビジョン・ソング・コンテスト、2010年にはa-ha解散コンサートを開催した。